# La Unión 3.ª Sección
La Unión 3.ª Sección es una ranchería del municipio de Paraíso ubicado en la subregión de la Chontalpa del estado mexicano de Tabasco.

## Geografía
La localidad se ubica a 18.3 kilómetros (en dirección oeste) de la localidad de Paraíso, la cabecera y lugar más poblado del municipio. Se sitúa en las coordenadas geográficas 18°22′03″N 93°12′53″O / 18.367500, -93.214722, a una elevación de 2 metros sobre el nivel del mar.

## Demografía
Según el Conteo de Población y Vivienda 2020, efectuado por el Instituto Nacional de Estadística y Geografía, la localidad de La Unión 3.ª Sección tiene 632 habitantes, de los cuales 329 son del sexo masculino y 303 del sexo femenino. Su tasa de fecundidad es de 2.73 hijos por mujer y tiene 165 viviendas particulares habitadas.
| Gráfica de evolución demográfica de La Unión 3.ª Sección entre 1900 y 2020 |
|                                                                            |
| INEGI.                                                                     |